# 日本のこわい夜
日本のこわい夜（にほんのこわいよる　英：Dark_Tales_of_Japan）は、2004年9月22日にTBS系で放送された5人のジャパニーズホラー映画を代表する監督が、それぞれ30分前後のホラードラマを監督したテレビ向けのオムニバス・ホラードラマ。
また、本作は映画ホラー・レーベルJホラーシアターとも連動している。

## イントロダクション:怖い話聞きたいですか？

### キャスト
- 白石加代子
- 笹岡莉紗
- 森下能幸

### スタッフ
- 監督・中村義洋
- 脚本・鈴木勝英

## くも女

### キャスト
- 遠藤章造
- 岡田義徳
- 杉原杏璃
- 山口美也子
- 深浦加奈子
- 真木よう子

### スタッフ
脚本・監督　中村義洋 

## すきま

### キャスト
- 中村俊介
- 嶋田久作
- 山崎樹範

### スタッフ
- 監督・鶴田法男
- 脚本・高山直哉

## 大生首

### キャスト
- 山田優
- モロ師岡
- 村杉蝉之介
- 麻丘めぐみ

### スタッフ
- 監督・白石晃士
- 脚本・ 横田 直幸[4]

## 金髪怪談

### キャスト
- 杉本哲太

### スタッフ
- 監督・清水崇

## 予感

### キャスト
- 香川照之
- 大方斐紗子
- 梅野泰靖
- 小島聖

### スタッフ
- 監督・落合正幸
- 脚本・大野敏哉[5]

## スタッフ
- プロデューサー・一瀬隆重

## 第2弾
2005年8月24日「日本のこわい夜〜特別篇」として放送。芸人のくりぃむしちゅーが主演のホラードラマで彼らが司会の架空のテレビ番組「本当にあった史上最恐ベスト10」の収録中に恐怖体験が起こるという趣向の作品で一見バラエティ風だがドラマ作品である。作中には同じオズ制作の映画「ノロイ」や映画「輪廻」のCMも含まれていた。

### キャスト
- くりぃむしちゅー
- 友近
- 勝俣州和
- アンガールズ
- 劇団ひとり
- ヒロシ
- ユンソナ
- さくら
- なぎら健壱
- 木村郁美（TBSアナウンサー）
- 稲川淳二

### スタッフ
- 製作：オズ、TBS
- 制作協力：アットムービー・ジャパン
- プロデューサー：一瀬隆重、西前俊典
- 脚本：都築浩
- 脚本協力：やすけいいち
- 監督：白石晃士
- 編成担当：合田隆信、寺島麻由

## DVD
- 日本のこわい夜 特別版（2005年4月1日発売） - 第1弾
- 日本のこわい夜〜特別篇 本当にあった史上最恐ベスト10（2006年1月25日発売） - 第2弾